# Censimento della Nuova Francia del 1666
Il censimento della Nuova Francia del 1666 fu il primo censimento condotto nel Nordamerica. Fu organizzato dall'intendente Jean Talon tra il 1665 e il 1666.
Talon e il ministro della Marina Jean-Baptiste Colbert avevano portato nel 1663 la colonia della Nuova Francia sotto controllo diretto della corona. Inoltre Colbert sperava di farla diventare il polo centrale dell'Impero francese nel Nordamerica. Per la riuscita del suo progetto, aveva bisogno di conoscere lo stato esatto della popolazione, nonché le basi economiche mediante le quali la colonia poteva svilupparsi.
Talon diresse le operazioni di censimento in prima persona, passando di porta in porta. Nel censimento non incluse però i nativi Americani e i religiosi degli ordini dei Gesuiti e dei Recolletti.
Secondo il censimento di Talon, nel 1666, la Nuova Francia era abitata da 3215 persone, divise in 538 famiglie. C'erano 2034 uomini e 1181 donne. I bambini e gli uomini celibi erano raggruppati assieme: se ne sono contati 2154. Solamente 1019 persone erano sposate. 547 persone vivevano a Québec, 455 a Trois-Rivières, 625 a Montréal. La fetta più grande di popolazione, era rappresentata dall'età 21-30 anni.